# Andrea Rea
Andrea Maria Rea (Posillipo, 1956) è un serial killer italiano. Uccise due donne tra il 1983 e il 1989, sconvolgendo l'opinione pubblica per le modalità cruente e animalesche dei suoi omicidi che ricordavano quelle del connazionale Cesare Serviatti.

## Biografia
Rea nacque a Napoli nel 1956, da una famiglia molto religiosa dell'alta borghesia napoletana. Figlio di un ingegnere edile, finito il liceo si laureò in filosofia con il massimo dei voti. Nel 1982 fu notevolmente scosso dalla morte del fratello Antonio, di soli 17 anni, avvenimento che turbò la sua psiche e lo spinse alle prime azioni criminali, insieme a un profondo odio verso le donne. Nel 1983 abusò sessualmente di una turista finlandese ad Ischia, episodio dopo il quale venne internato dalla sua famiglia in una casa di cura. Per un certo periodo Rea fu indagato anche per i delitti del Mostro di Firenze perché il suo motorino fu avvistato presso le campagne toscane nel 1985, anno in cui vennero uccisi i turisti francesi Jean-Michel Kraveichvili e Nadine Mauriot a San Casciano in Val di Pesa. Tuttavia, le indagini esclusero un coinvolgimento di Rea nella vicenda.

### Gli omicidi
Nella casa di cura in cui era rinchiuso conobbe Anna Bisanti, di 27 anni, originaria di Napoli. Figlia di due impiegati, la donna era in un momento di grande difficoltà a causa di una diagnosi di fibroma maligno alle ovaie. Per guadagnare la sua fiducia, Rea si disse intenzionato a fidanzarsi con lei e si mostrò sin da subito gentile e premuroso. La sera del 25 dicembre 1983 Rea convinse la Bisanti, uscita per incontrare dei suoi amici, a salire sulla sua auto: lì la uccise con diverse coltellate e poi fece il suo corpo a pezzi. Infine mise il cadavere in un sacco e lo gettò in mare. I resti di Anna Bisanti non furono mai ritrovati e l'omicidio fu confessato e descritto da Rea solo alcuni anni dopo. Nel mentre, i giudici diedero l'autorizzazione al reinserimento di Rea nella società in quanto reputavano positivo il suo percorso di guarigione.
Nel 1987 commise uno stupro ai danni di una sua cara amica, poi due anni dopo tornò ad uccidere. La vittima fu la napoletana Silvana Antinozzi, donna con un carattere fragile e alcuni problemi di tossicodipendenza che le erano costati il lavoro presso il comune di Napoli. Appena divorziata e con una figlia minorenne a carico, si fidanzò con Rea frequentandolo per molto tempo. Il 3 settembre 1989, in seguito ad un rifiuto per un approccio sessuale, Rea uccise la Antinozzi a casa di lei recidendole l'aorta con ripetuti morsi sul collo. In seguito, esattamente come fatto con la Bisanti, fece a pezzi il suo corpo con un coltello da cucina e lo mise in una valigia. Questa fu trovata pochi giorni dopo a Marechiaro.
Rea si diede immediatamente alla fuga rifugiandosi a Nizza, consapevole di aver lasciato molti indizi come le sue impronte digitali e il coltello usato per fare a pezzi il corpo della donna. I suoi genitori lo convincono a costituirsi alla polizia costiera, e viene arrestato dopo sole 24 ore di latitanza. Al momento dell'arresto è in forte stato confusionale, e durante l'interrogatorio ripete frasi insensate alternate a momenti di lucidità. Riguardo all'omicidio della Antinozzi, Rea disse “Sì, l’ho uccisa io. Perché? Ma lei voleva uccidere mio padre! E poi io e i miei due amici abbiamo il compito di purificare il mondo dalle donne. Certo, da tutte le donne ma soprattutto da quelle come lei...”, mentre confessò spontaneamente l'omicidio di Anna Bisanti, rimasto irrisolto fino ad allora. Gli inquirenti trovarono anche una "lista nera", stilata da Rea che aveva appuntato tutti i nomi di possibili vittime future.

### Processo e detenzione
Le perizie psichiatriche a suo carico rivelano che Rea soffre di una psicosi dissociativa in personalità esuberante con forti manifestazioni istintive. Pertanto viene giudicato incapace di intendere e di volere, e il 13 maggio 1991 viene condannato a 5 anni di internamento in OPG per l'omicidio di Anna Bisanti e a 10 anni per l'omicidio di Silvana Antinozzi.
Nel 1999 viene trasferito nell'ospedale psichiatrico "Filippo Saporito" di Aversa. Il 23 febbraio 2003, usufruendo di un permesso premio per buona condotta, Rea lasciò la struttura. Invece di andare a trovare i genitori, prese un treno e si recò a Milano dove venne catturato 48 ore dopo e riportato in clinica. Ad oggi è recluso nella REMS di Vairano Patenora, in provincia di Caserta.
Nel 2015 è apparso in un documentario dedicato alla REMS dove vive, in cui ha concesso una breve intervista.